# Zsakaranda
A zsakaranda vagy jakaranda (Jacaranda) az ajakosvirágúak (Lamiales) rendjében a szivarfafélék (Bignoniaceae) családjába tartozó Tecomeae nemzetségcsoport egyik nemzetsége. Spanyol nyelvterületen, mint például Argentínában nevét hakarandának ejtik.

## Származása, elterjedése
Egyes fajai Dél-Amerika, mások Délkelet-Ázsia trópusi, Dél-afrika trópusi és szubtrópusi éghajlatú tájain honosak.

## Megjelenése, felépítése
A legtöbb faj összetett levele kétszeresen, néhányé egyszeresen szárnyalt, sok levélkével; a levélkék átellenesen állnak.
Bugavirágzata látványos, élénk kék, illetve lila. A virágkocsányok egy-egy levél tövéből ágaznak ki. Az egylaki virágok ötszirmúak, négy porzószállal. A virágcső ötcimpájú.
Termése kerekded, lapátolt, elfásodó tok, ami a két korong alakú rész között nyílik fel. Lapos ellipszoid alakú magvai zászlósak.

## Életmódja, élőhelye
Lombhullató. Repítőkészülékes magvait a szél terjeszti. Melegkedvelő.
Többnyire április–májusban virágzik.

## Felhasználása
A faanyagok kereskedelmében előforduló jacaranda elnevezés (jacarandá de Brasil, jacarandá-da-bahia, jacaranda paulista, jacaranda amarillo stb.) gyakran okoz félreértést, általában nem a Jacaranda, hanem bizonyos Dalbergia vagy Machaerium nemzetséghez tartozó fák anyagára vonatkozik, például a rio paliszanderre.
Egyes fajokat (kiváltképp a mimózalevelű zsakarandát (Jacaranda mimosifolia) látványos, hosszan nyíló virágai miatt díszfának is ültetik.

## Fajok
Sect. Monolobos
- Jacaranda acutifolia Bonpl.
- Jacaranda arborea Urb.
- Jacaranda brasiliana (Lam.) Pers.
- Jacaranda caerulea (L.) J.St.-Hil.
- Jacaranda caucana Pittier
- Jacaranda copaia (Aubl.) D.Don
- Jacaranda cowellii Britton & P.Wilson
- Jacaranda cuspidifolia Mart. ex DC.
- Jacaranda decurrens Cham.
- Jacaranda ekmanii Alain
- Jacaranda hesperia Dugand.
- Jacaranda mimosifolia D.Don
- Jacaranda obtusifolia Humboldt & Bonpl.
- Jacaranda orinocensis Sandw.
- Jacaranda poitaei Urb.
- Jacaranda praetermissa Sandw.
- Jacaranda selleana Urb.
- Jacaranda sparrei A.H.Gentry

Sect. Dilobos
- Jacaranda bracteata Bur. & K.Schum.
- Jacaranda bullata A.H.Gentry
- Jacaranda campinae A.Gentry & Morawetz
- Jacaranda carajasensis A.Gentry
- Jacaranda caroba (Vell.) DC.
- Jacaranda crassifolia Morawetz
- Jacaranda duckei Vattimo
- Jacaranda egleri Sandwith
- Jacaranda glabra (DC.) Bur. & K.Schum.
- Jacaranda grandifoliolata A.H.Gentry
- Jacaranda heterophylla M.M.Silva-Castro[1]
- Jacaranda intricata A.Gentry & Morawetz
- Jacaranda irwinii A.Gentry
- Jacaranda jasminoides (Thunb.) Sandw.
- Jacaranda macrantha Cham.
- Jacaranda macrocarpa Bur. & K.Schum.
- Jacaranda micrantha Cham.
- Jacaranda montana Morawetz
- Jacaranda morii A.Gentry
- Jacaranda mutabilis Hassl.
- Jacaranda obovata Cham.
- Jacaranda oxyphylla Cham.
- Jacaranda paucifoliata Mart. ex DC.
- Jacaranda puberula Cham.
- Jacaranda racemosa Cham.
- Jacaranda rufa Manso
- Jacaranda rugosa A.H.Gentry
- Jacaranda simplicifolia K.Schum.
- Jacaranda subalpina Morawetz
- Jacaranda ulei Bur. & K.Schum.

## A kultúrában

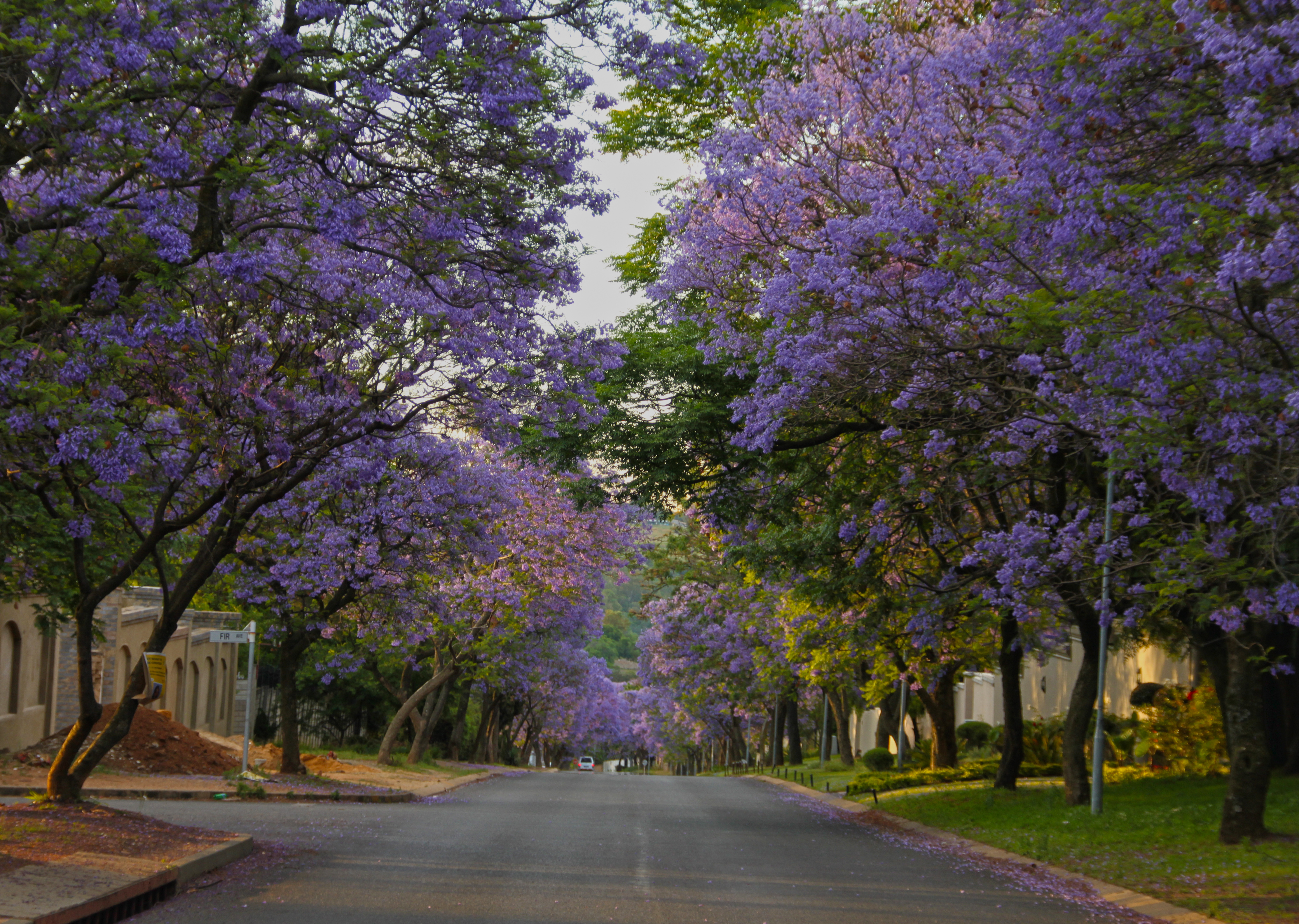
Pretoria

- H. E. Bates: A jacaranda-fa című, második világháborús regénye legalább a nevét termőhelyén kívül is megismertette. [2]
- A Dél-afrikai Pretóriában az utcákon tavasszal annyi zsakarandafa virágzik, hogy a várost „Zsakarandavárosnak” is becézik.